# デデ・ガードナー
デデ・ガードナー（Dede Gardner）は、アメリカ合衆国の映画プロデューサーであり、ブラッド・ピットが設立した製作会社であるプランBエンターテインメントの社長を務めている。

## 受賞とノミネート
2011年の映画『ツリー・オブ・ライフ』により、他3名のプロデューサーと共にアカデミー作品賞にノミネートされた。2013年の『それでも夜は明ける』により、ブラッド・ピット、スティーヴ・マックイーン、ジェレミー・クライナー、アンソニー・カタガスと共にアカデミー作品賞受賞を果たした。

## フィルモグラフィ
- ハサミを持って突っ走る Running with Scissors (2006) 製作
- ラブ・ザ・ドッグ 犬依存症の女 Year of the Dog (2007) 製作
- マイティ・ハート/愛と絆 A Mighty Heart (2007) 製作
- ジェシー・ジェームズの暗殺 The Assassination of Jesse James by the Coward Robert Ford (2007) 製作
- Pretty/Handsome (2008) テレビ映画、製作総指揮
- きみがぼくを見つけた日 The Time Traveler's Wife (2009) 製作
- 50歳の恋愛白書 The Private Lives of Pippa Lee (2009) 製作
- 食べて、祈って、恋をして Eat, Pray, Love (2010) 製作
- ツリー・オブ・ライフ The Tree of Life (2011) 製作
- ジャッキー・コーガン Killing Them Softly (2012) 製作
- ワールド・ウォーZ World War Z (2013) 製作
- それでも夜は明ける 12 Years a Slave (2013) 製作
- グローリー/明日への行進 Selma (2014) 製作
- トゥルー・ストーリー True Story (2015) 製作
- マネー・ショート 華麗なる大逆転 The Big Short (2015) 製作
- ボヤージュ・オブ・タイム Voyage of Time (2016) 製作
- ムーンライト Moonlight (2016) 製作
- ウォー・マシーン: 戦争は話術だ! War Machine (2017) 製作
- 47歳 人生のステータス Brad's Status (2017) 製作
- バイス Vice (2018) 製作
- ラストブラックマン・イン・サンフランシスコ The Last Black Man in San Francisco (2019) 製作
- ミナリ Minari (2020) 製作
- スイング・ステート Irresistible (2020) 製作
- さよなら、私のロンリー Kajillionaire (2020) 製作
- アウターレンジ ～領域外～ (2022) 製作総指揮
- 花嫁のパパ Father of the Bride (2022) 製作
- SHE SAID/シー・セッド その名を暴け She Said (2022) 製作
- ボブ・マーリー:ONE LOVE Bob Marley: One Love (2024) 製作
- ビートルジュース ビートルジュース Beetlejuice Beetlejuice (2024) 製作
- ミッキー17 Mickey17 (2025) 製作
- F1/エフワン F1 (2025予定) 製作